# Elizabeth Westerkamp
Elizabeth Westerkamp (27 de mayo de 1914-17 de julio de 2017) fue una pianista y maestra de piano argentina formadora de famosos solistas y de una dinastía musical.
Discípula de Vicente Scaramuzza, se casó con su colega Antonio De Raco, dando origen a una de las parejas musicales más importantes del ámbito clásico argentino. Su hija Lyl De Raco es la madre de los pianistas Sergio Tiempo y Karin Lechner y su nieta es la pianista Natasha Binder, retratada en el documental La calle de los pianistas.
Entre sus discípulos más relevantes se halla Ingrid Fliter.